# 5079 Brubeck
Az 5079 Brubeck (ideiglenes jelöléssel 1975 DB) a Naprendszer kisbolygóövében található aszteroida. Felix Aguilar Observatory fedezte fel 1975. február 16-án.